# 索韦桑日
索韦桑日（法語：Sauvessanges，法語發音：[sovesɑ̃ʒ]）是法国多姆山省的一个市镇，属于昂贝尔区。

## 地理
索韦桑日（45°23'34"N, 3°52'22"E）面积33.19 平方千米，位于法国奥弗涅-罗讷-阿尔卑斯大区多姆山省，该省份为法国中南部省份，北起阿列省接壤，东临卢瓦尔省，南至上盧瓦爾省和康塔爾省，西接科雷兹省和克勒兹省。
与索韦桑日接壤的市镇（或旧市镇、城区）包括：福雷地区于松、阿尔宗河畔克拉波讷、圣让多布里古、默代罗勒、维沃罗勒。

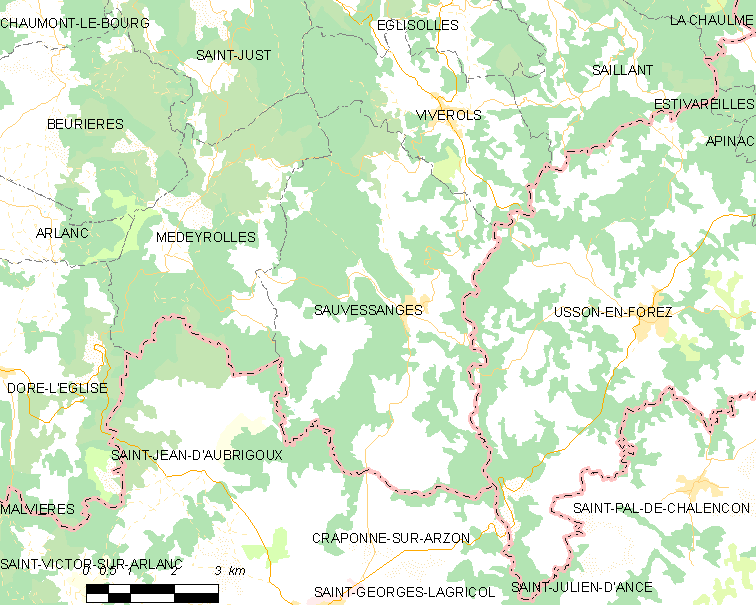
索韦桑日的OSM定位图

索韦桑日的时区为UTC+01:00、UTC+02:00（夏令时）。

## 行政
索韦桑日的邮政编码为63840，INSEE市镇编码为63412。

## 政治
索韦桑日所属的省级选区为昂贝尔县。

## 人口

1962-2008年间索韦桑日人口变化图示

索韦桑日于2022年1月1日时的人口数量为531人。